# Neuendorfer Kirche (Babelsberg)

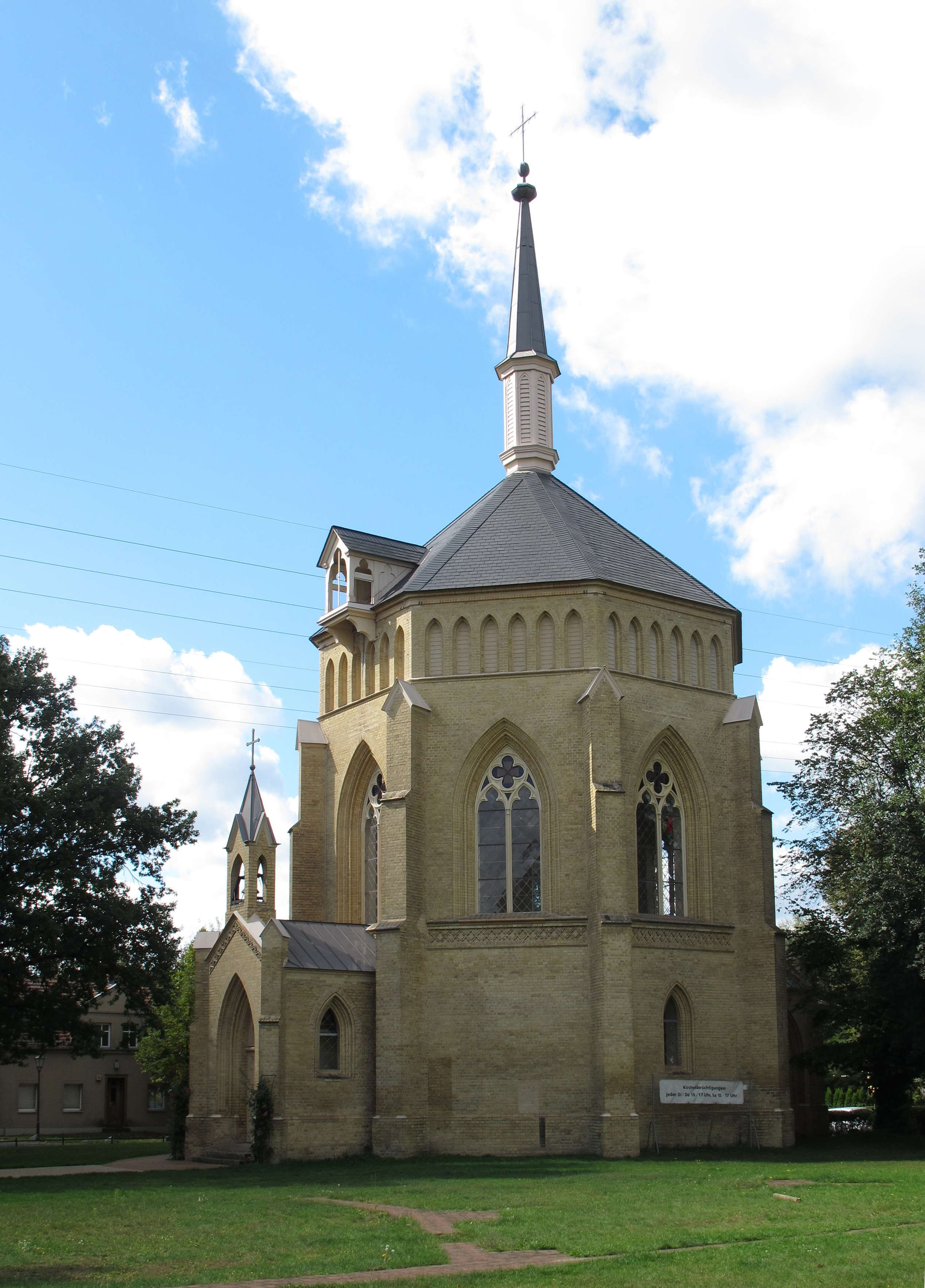
Neuendorfer Kirche

Die Neuendorfer Kirche ist die ehemalige Dorfkirche des Ortes Neuendorf, der im Potsdamer Stadtteil Babelsberg aufging. Der neugotische Zentralbau aus gelbem Backsteinmauerwerk steht unter Denkmalschutz.

## Geschichte
Wegen der Baufälligkeit der 1585 auf dem Neuendorfer Anger errichteten Fachwerkkirche wandten sich die Einwohner 1844 an den im Schloss Babelsberg wohnenden Kronprinzen Wilhelm mit einer Bitte um Unterstützung. Dieser verwies sie an König Friedrich Wilhelm IV., der die Eingabe am 24. Mai 1844 erhielt. Daraufhin erfolgte die Besichtigung der Kirche durch eine Kommission, die den schlechten Zustand des Bauwerks bestätigte. Der Bauinspektor Christian Heinrich Ziller reichte am 24. November 1844 bei der Abteilung Kirchenverwaltung und Schulwesen bei der Königlichen Regierung in Potsdam erste Entwürfe für einen Neubau ein. Aufgrund von Änderungswünschen legte er am 5. Dezember 1844 einen zweiten Entwurf vor, der ebenso wie ein dritter Plan vom 14. Dezember 1844 auch keine Umsetzung fand. Laut der Baubeschreibung sollte ein rechteckiger Saalbau mit Apsis und über eine quadratische Vorhalle angebundenem Turm von 80 Fuß (25 m) Höhe entstehen, der typologisch der 1842 errichteten Dorfkirche Petzow entsprochen hätte.
Allerdings erhielt die Potsdamer Regierung am 15. Mai 1847 die Mitteilung des Geheimen Oberfinanzrats Friedrich Albert Eytelwein, dass der König einen „anderen Entwurf in achteckiger Form“ auszuarbeiten wünschte. Die Bauentwürfe für den neugotischen achteckigen Zentralbau nach Skizzen Friedrich Wilhelms IV. stammten von Ludwig Ferdinand Hesse. Die Ausführung erfolgte von 1850 bis 1852 unter der Leitung von Christian Heinrich Ziller. Ideelles Vorbild war die Kirche St. Gereon in Köln, deren zehneckige Grundrissform zum Oktogon abgewandelt wurde. Die Ausführung eines vom König skizzierten freistehenden Glockenturms unterblieb. Die von Carl August Buchholz gefertigte Orgel wurde im Sommer 1852 aufgestellt. Die Einweihung der Kirche fand am 30. Januar 1853 ohne die Anwesenheit des Königs statt. Danach erfolgte der Abbruch der alten Fachwerkkirche.
Das Bevölkerungswachstum in der zweiten Hälfte des 19. Jahrhunderts machte eine Erweiterung der Kirche notwendig. 1871 erstellte Pläne zum Anbau eines Kirchenschiffs beziehungsweise von vier Kreuzflügeln von Bauinspektor Vogler wurden nicht umgesetzt. Eine bescheidene Erweiterung des Platzangebots erfuhr die Kirche 1872 lediglich durch die Erweiterung um eine zweite Empore und die Aufstockung der westlichen Vorhalle. Da diese Maßnahmen nur kurzzeitig für Abhilfe sorgten, wurde 1899 in unmittelbarer Nachbarschaft auf dem früheren Standort der abgebrochenen Kirche von 1585 die Bethlehemkirche nach Plänen Ludwig von Tiedemanns errichtet.
Die alte Neuendorfer Kirche wurde entwidmet und diente zu Lagerzwecken. Die beiden vom Vorgängerbau übernommenen Glocken, eine 1592 von Heinrich Borstelmann in Magdeburg gefertigte und eine 1618 von Christian Heintze sen. gegossene, 1872 von Gustav Collier umgegossene Bronzeglocke, gingen im Ersten Weltkrieg als Metallspende des deutschen Volkes verloren. Die schwere Beschädigung der Bethlehemkirche durch Bombentreffer im Zweiten Weltkrieg 1941 zog auch die alte Kirche in Mitleidenschaft und trug zum Verfall des Bauwerks nach dem Krieg bei. Verkehrsplanungen führten zur Übertragung in städtisches Eigentum, jedoch nicht zum Abbruch der Ruine. 1975 wurde das baufällige Dach abgerissen, und 1979 stürzte ein Teil des Gewölbes ein. 1989 gelang es einer Bürgerinitiative, den Abriss zu verhindern.
Durch den 1999 gegründeten Förderverein Alte Neuendorfer Kirche und Neuendorfer Anger e.V. wurde der Wiederaufbau in kurzer Zeit mit Unterstützung großer Teile der Potsdamer Bevölkerung realisiert. Die Vorhalle der Kirche wurde durch den Abbruch der Aufstockung von 1872 in der ursprünglichen Form wiederhergestellt. Die Kirche wird derzeit für standesamtliche und freie Trauungen, Konzerte, Theateraufführungen und Festivitäten genutzt. Auch Gottesdienste finden im Januar, April, Juli, Oktober und zu Weihnachten statt. Der Grundriss der 1952 abgerissenen kriegsbeschädigten Bethlehemkirche ist auf der Grünfläche des Neuendorfer Angers wieder sichtbar gemacht worden.

## Beschreibung
Die Fassaden des Zentralbaus sind zwischen den dreifach gestuften Strebepfeilern an den Gebäudeecken durch große, reich profilierte und mit Maßwerk verzierte Spitzbogenfenster geprägt, die auf einem aus Ziegeln gebildeten Zierfries aufsitzen. Die geschlossen wirkenden Wandflächen der Erdgeschosszone darunter öffnen sich mit kleinen Spitzbogenfenstern und erhellen den Kirchenraum unter der Empore im Inneren. Den oberen Abschluss bilden sechsbogige Blendarkaden unterhalb der Traufe. Auf der Spitze des schiefergedeckten Zeltdachs erhebt sich ein schlanker Dachreiter.
Im Nordwesten und im Südosten sind dem Oktogon zwei axial angeordnete Anbauten angefügt, die das Portal und die Sakristei enthalten. Auf dem Satteldach der letzteren sitzt ein Giebelreiter, in dem eine Kirchenglocke hängt. Die zweite Glocke befand sich in einem dachgaubenartigen Ausbau oberhalb der Traufe. Die offene Vorhalle im Nordwesten ist auf dem Giebel mit einem Kreuz verziert. Die Giebel beider Anbauten sind mit Zierfriesen versehen, und die Ecken sind mit Strebepfeilern besetzt.
Der Innenraum war mit einem gemauerten Sterngewölbe überspannt, das beim Wiederaufbau durch eine Rabitzkonstruktion rekonstruiert wurde. Die Gewölberippen sitzen den in den Wandecken angeordneten Diensten auf. An den der Kanzel an der Nordwestseite gegenüberliegenden fünf Seiten des Achtecks ist eine hölzerne Empore mit neugotischem Dekor angeordnet. Die Kanzel ist von der Sakristei aus erreichbar, deren Zugang vom Kirchenraum aus in die gotisierende Dekoration der Südostwand integriert ist. Den Fußboden des Kirchenraums bildet ein zum Teil in einem Schmuckverband verlegtes Ziegelpflaster.
Von der Ausstattung der Kirche sind noch ein 1798 geschaffener silberner Kelch mit Patene sowie eine Ende des 19. Jahrhunderts gefertigte Oblatendose und eine Weinkanne aus dem beginnenden 20. Jahrhundert, beides aus Messing, erhalten.